# نونو (بازیکن فوتبال، زاده ۱۹۹۳)
خوزه آنتونیو دلگادو (اسپانیایی: José Antonio Delgado‎؛ زادهٔ ۳۰ مارس ۱۹۹۳) ملقب به نونو بازیکن فوتبال اهل اسپانیا است که در پست هافبک میانی بازی می‌کند.